# Gisela da Suábia
Gisela da Suábia (11 de novembro de 990 — Palácio Imperial de Goslar, 15 de fevereiro de 1043) foi rainha consorte da Germânia e imperatriz do Sacro Império Romano-Germânico como esposa de Conrado II do Sacro Império Romano-Germânico.

## Família
Ela era a filha do duque Hermano II da Suábia e de Gerberga da Borgonha. Seus avós paternos eram Conrado I da Suábia e Richlinda da Suábia e seus avós maternos eram Conrado I da Borgonha e Matilde de França, filha do rei Luís IV de França.

## Biografia
Primeiramente, casou-se com Bruno I, conde de Brunsvique, por volta do ano 1000. Entre 1003 e 1005, uniu-se a Ernesto I, duque da Suábia, que herdou o Ducado da Suábia a partir da morte do irmão de Gisela, Hermano III, duque da Suábia, que não tinha filhos. Após a morte do marido em 1015, ela agiu como regente para o seu filho Ernesto II, duque da Suábia. Entretanto, com o protesto de que a nobre compartilhava um parentesco muito próximo com seu marido, ela foi removida da regência. 
Em 1016, seu terceiro e último marido foi Conrado II, que se tornou Imperador do Sacro Império Romano-Germânico em 1027. Aribo, arcebispo de Mainz se recusou a coroá-la, dizendo que o casal era muito próximo em sangue. Treze dias após a coroação do novo Imperador, Pilgrim, arcebispo de Colônia coroou Gisela Rainha da Germânia na Catedral de Colônia.
Ela participava de conselhos reais e concílios da igreja e fez com que seu parente Rodolfo III da Borgonha transferisse seus estados para  Conrado.
Após a morte de seu cunhado Frederico II da Alta Lorena, marido de sua irmã Matilde da Suábia, suas duas filhas, Beatriz de Bar e Sofia de Bar, viveram com a tia Imperatriz.
Em 1038, a viúva e seu filho Henrique III, Sacro Imperador Romano-Germânico, lideraram a procissão em honra do monarca falecido.
Morreu de disenteria, no Palácio Imperial de Goslar, em 1043. Está enterrada na Catedral de Speyer, onde sua tumba foi aberta em 1900 revelando seu corpo mumificado de 1,72 metros de altura, e seu cabelo loiro.

## Filhos
Com Bruno de Brunswick, Gisela teve os seguintes filhos:
- Liodulfo da Frísia (c. 1003 – 23 de abril de 1038).[6] Casado com Gertrudes de Egisheim. Com descendência;
- um filho;
- duas filhas.

Com Ernesto I da Suábia teve os seguintes filhos:
- Ernesto II, duque da Suábia (c. 1010 – 17 de agosto de 1030). Sem descendência;
- Hermano IV, duque da Suábia (c. 1015 – 28 de julho de 1038). Casado com Adelaide de Susa. Sem descendência.

Com Conrado II teve os seguintes filhos:
- Henrique III, Sacro Imperador Romano-germânico (28 de outubro de 1017 – 5 de outubro de 1056). Casado primeiramente com Gunhilda da Dinamarca, com quem teve uma filha, Beatriz, abadessa de Quedlimburgo da Abadia de Quedlimburgo. Em seguida, sua segunda esposa Inês da Aquitânia lhe deu vários filhos, entre eles seu sucessor Henrique IV;
- Matilda da Francônia (c. 1027 – janeiro de 1034).[7] Foi  noiva de Henrique I de França, mas morreu antes do casamento. Está enterrada na Catedral de Worms;
- Beatriz (c. 1030 – 26 de setembro de 1036).